# Dulcinea (película de 1963)
Dulcinea es una película dramática española de 1963 dirigida por Vicente Escrivá, basada en la obra de teatro homónima de Gaston Baty, y protagonizada por Millie Perkins, Cameron Mitchell y Folco Lulli.

## Sinopsis
Sancho es encargado por Don Quijote de entregar a Aldonza, moza de una venta castellana, de una carta dirigida a Dulcinea. La carta conmueve tanto a la chica que adopta la personalidad de Dulcinea, visita a D. Quijote en su lecho de muerte y marcha por los caminos repartiendo caridad hasta que es detenida por la Inquisición, que la acusa de brujería.

## Reparto
- Millie Perkins - Aldonza / Dulcinea
- Folco Lulli - Sancho Panza
- Cameron Mitchell - El Renegado
- Walter Santesso - Diego
- Vittoria Prada - Blanca
- Pepe Rubio - Inquisidor
- Andrés Mejuto - El hidalgo
- Antonio Garisa - Maestro Pietro
- Hans Söhnker
- Ana María Noé - Mujer enferma
- José Guardiola - Testigo en juicio
- Antonio Ferrandis - Mendigo
- José Manuel Martín - Posadero
- Yelena Samarina - Gobernante
- Xan das Bolas - Carretero
- Luis Induni - Capitán de la escolta
- José Riesgo - Caballero
- Emilio Rodríguez

## Premios y nominaciones
18.ª edición de las Medallas del Círculo de Escritores Cinematográficos
| Categoría        | Nominación        | Resultado |
| ---------------- | ----------------- | --------- |
| Mejor película   | Dulcinea          | Ganadora  |
| Mejor fotografía | Godofredo Pacheco | Ganador   |